# Леви, Питер
Питер Леви (англ. Peter Levy) — австралийский кинооператор. Он был членом Австралийского общества кинооператоров с 1983 года, и членом Американского общества кинооператоров с 2000 года.

## Награды

### Номинации
- Премия Американского общества кинооператоров: Лучшие достижения в операторской работе в фильме недели/мини-сериале за «Жизнь и смерть Питера Селлерса» (2005)
- Премия Американского общества кинооператоров: Лучшие достижения в операторской работе в фильме недели/мини-сериале за пилот сериала «24 часа» (2002)

### Победы
- Премия Австралийского общества кинооператоров — Оператор года за фильм «Хищник 2» (1991)
- Премия «Эмми» за лучшую операторскую работу над получасовым сериалом за пилот «Californication» (2008)[1]
- Премия «Эмми» за лучшую операторскую работу над мини-сериалом или фильмом за «Жизнь и смерть Питера Селлерса» (2005)[2]

## Избранная фильмография
- Кошмар на улице Вязов 5: Дитя сна / A Nightmare on Elm Street 5: The Dream Child (1989)
- Хищник 2 / Predator 2 (1990)
- Рикошет / Ricochet (1991)
- Ночь страшного суда / Judgement Night (1993)
- Сметённые огнём / Blown Away (1994)
- Остров Головорезов / Cutthroat Island (1995)
- Сломанная стрела / Broken Arrow (1996)
- Затерянные в космосе / Lost in Space (1998)
- Под подозрением / Under Suspicion (2000)
- 24 часа / 24 (2002)
- Крутящий момент / Torque (2003)
- Жизнь и смерть Питера Селлерса / The Life and Death of Peter Sellers (2004)
- Одинокие сердца / Lonely Hearts (2006)
- Жатва / The Reaping (2007)
- Блудливая Калифорния / Californication (2008)
- Необычный детектив / The Unusuals (2009)
- Обитель лжи / House of Lies (2012)
- Безрассудный / Reckless (2013)
- Сила воли / Race (2016)